# الكنيسة البروتستانتية في تبريز
الكنيسة البروتستانتية في تبريز هي كنيسة مسيحية في تبريز في منطقة شمال غرب  إيران الأذربيجانية.
تقع في شارع شهناز الجنوبي، بالقرب من مجمع أرارات الثقافي في المدينة.